# Туривара (язык)
Туривара (Turiuara, Turiwára) — мёртвый язык, который относится к индейской группе под названием тупи-гуарани языковой семьи тупи, на котором раньше говорил народ туривара, который проживает вместе с народом тембе в районе реки Акара-Мири штата Пара в Бразилии. Туривара является частью четвёртой ветви классифицированных языков тупи (Родригес 2007). Язык туривара тесно связан с языками аманайе, анамбе и тембе. Название туривара также относится к народу, ныне почти вымершему, который раньше говорил на этом языке.